# Cake Boss
Cake Boss is een Amerikaanse realitysoap over de bakkerij Carlo's Bakery in Hoboken, New Jersey. De realitysoap draait om de Italiaans-Amerikaanse familie van Bartlo "Buddy" Valastro. Echter de focus van het programma ligt op het maken van de taarten.
De meeste werknemers zijn familie van Buddy, te weten zijn zus Maddalena met haar man Mauro, zijn andere zus Grace en haar man Joseph ("Joey") en zijn derde zus Mary. Overige medewerkers zijn Danny Dragone, Frank "Frankie" Amato, Anthony "Cousin Anthony" Bellifemine, Maurizio Belgiovine, Ralph "Ralphie Boy" Attanasia III en Stephanie "Sunshine" Fernandez.

## Afleveringen
| Seizoen | Aantal afleveringen | Uitgezonden Verenigde Staten       |  |
| ------- | ------------------- | ---------------------------------- |  |
| 1       | 13                  | 19 april 2009 – 17 augustus 2009   |  |
| 2       | 18                  | 26 oktober 2009 – 22 februari 2010 |  |
| 3       | 24                  | 31 mei 2010 – 29 november 2010     |  |
| 4       | 38                  | 31 januari 2011 – 30 januari 2012  |  |
| 5       | 30                  | 28 mei 2012 – 18 februari 2013     |  |
| 6       | NTB                 | 27 mei 2013 – NTB                  |  |